# Berlin trilógia
A Berlin trilógia David Bowie három albumát jelöli, melyet Brian Enóval közösen vettek fel. Ezek a Low (1977), a Heroes (1977) és a Lodger (1979).
Az elnevezés oka, hogy ezekben az években Bowie Berlinben élt, és a trilógia egy részét itt is vették fel. Emellett nagy hatással voltak rá az itt népszerű, új német zenék, például a Kraftwerk. Ezek a zenész legkísérletezőbb albumai, stílusán az új hullám, az indusztriális zene és a post-punk lenyomata érezhető.